# Son of a Preacher Man
«Son of a Preacher Man» («Сын проповедника») — песня британской певицы  Дасти Спрингфилд из её альбома 1969 года Dusty in Memphis. (Была записана ей в сентябре 1968 года и выпущена отдельным синглом в ноябре. Потом уже песня вышла и на её вышедшем в марте 1969 года альбоме Dusty in Memphis.)
Авторы песни — Джон Хёрли, Ронни Уилкинс. Продюсеры записи Дасти Спринфилд — Джерри Векслер, Ариф Мардин, Джефф Барри и Том Дауд.

## История
Оригинальная версия Дасти Спрингфилд была спродюсирована Джерри Векслером, Арифом Марлином, Джеффом Барри и Томом Даудом для её первого альбома  на лейбле Atlantic Records. Песня вышла отдельным синглом в конце 1968 года и стала интернациональным хитом, в том числе достигнув 10 места в США (в Hot 100 журнала «Билборд») и 9 места на родине певицы в Великобритании (в UK Singles Chart). Песня «Son of a Preacher Man» потом почти 20 лет оставалась последним хитом Спринфилд, достигшим первой десятки, — пока она не посотрудничала с группой Pet Shop Boys и не выпустила с ними в 1987 году песню «What Have I Done to Deserve This?».
Изначально песню предлагали Арете Франклин, но та от неё отказалась. Тем не менее песню записала старшая сестра Ареты Эрма Франклин, её версия вошла в её альбом 1969 года Soul Sister (вышедший на лейбле Brunswiсk Records). Уже после того, как Арета услышала версию Дасти Спрингфилд, она передумала и сама тоже её записала. Версия Ареты Франклин вошла в её альбом 1970 года This Girl’s in Love with You, а также вышла отдельным синглом, но была в чартах менее популярна, чем сторона «Б» того же самого сингла «Call Me».

## Премии и признание
В 2004 году журнал Rolling Stone поместил песню «Son of a Preacher Man» в исполнении Дасти Спринфилд на 240 место своего списка «500 величайших песен всех времён». В списке 2011 года песня находится на 242 месте.
Кроме того, в 2014 году британский музыкальный журнал New Musical Express поместил песню «Son of a Preacher Man» в исполнении Дасти Спринфилд на 161 место уже своего списка «500 величайших песен всех времён».